# Chiesa di San Nicolò (Castagnaro)
La chiesa di San Nicolò è la parrocchiale di Castagnaro, in provincia e diocesi di Verona; fa parte del vicariato Legnago, precisamente dell'Unità Pastorale Legnago Sud.

## Storia
Non conosciamo l’origine della chiesa parrocchiale di Castagnaro, ma è ipotizzabile al XII secolo, quando il paese è citato nell’elenco delle Ville veronesi (1184).
La prima traccia documentaria sul luogo di culto risale a qualche secolo dopo, quando nel 1460 il Vescovo di Tripoli Matteo, luogotenente del Vescovo di Verona Ermolao Barbaro, compie una visita pastorale alla chiesa di San Nicolò, che è sede di parrocchia.

Risulta comunque ipotizzabile che al tempo della battaglia di Castagnaro, nel 1387, esistesse una chiesa, visto che i numerosi abitanti furono impiegati e facevano parte di una parrocchia.
Nel 1622 il tempio fu distrutto in parte da una piena dell’Adige, cosa che comportò lavori di riparazione e ricostruzione conclusosi entro il 1643.
Tra il 1822 e il 1844 la chiesa fu completamente ricostruita perché l’edificio precedente risultava troppo piccolo per la comunità parrocchiale, cresciuta nel frattempo.

I lavori si basarono su tre progetti diversi per cercare di ridurre i costi, di cui uno attribuibile al capomastro Battista Verdi e l’ultimo porta la firma dell’ingegnere Donadelli. 
Si decise di ruotare l’orientamento, con la facciata che venne posta ad est invece che ad ovest.

La chiesa fu aperta al culto con la benedizione avvenuta il 4 marzo 1844, ma non erano terminati i lavori, visto che tra il 1863 e il 1864 fu affrescata dal pittore veneziano Sebastiano Santi e furono aggiunte la sacrestia e due profonde cappelle laterali (1878) che hanno conferito all’edificio la pianta a croce latina.

I lavori terminarono nel 1884.
Il luogo di culto fu tinteggiato internamente nel 1957, vide la trasformazione della sacrestia in cappella feriale, dedicata al Crocifisso nel 1977, assieme al restauro della copertura della chiesa, e, tra il 1999 e il 2000 un nuovo intervento sulla tinteggiatura interna e sugli apparati lapidei.

### Il "Perdon d’Assisi"
Alla chiesa di Castagnaro fu concessa l’indulgenza plenaria in perpetuo della Porziuncola, più nota come “Perdon d’Assisi”, nel 1807 da Papa Pio VII in seguito di un precedente privilegio rinnovabile attribuito alla Società di San Francesco d’Assisi, che dimostrava la grande devozione del paese. Essa operava nel luogo di culto, era stata costituita dal punto di vista canonico nel 1721 sotto Papa Clemente XI e ogni terza domenica di luglio andava ad Assisi per raccomandare a Dio con la preghiera tutte le persone di Castagnaro morte in quell’anno.

A quel tempo l’indulgenza non era stata ancora concessa a tutte le chiese parrocchiali.

## Descrizione

### Esterno

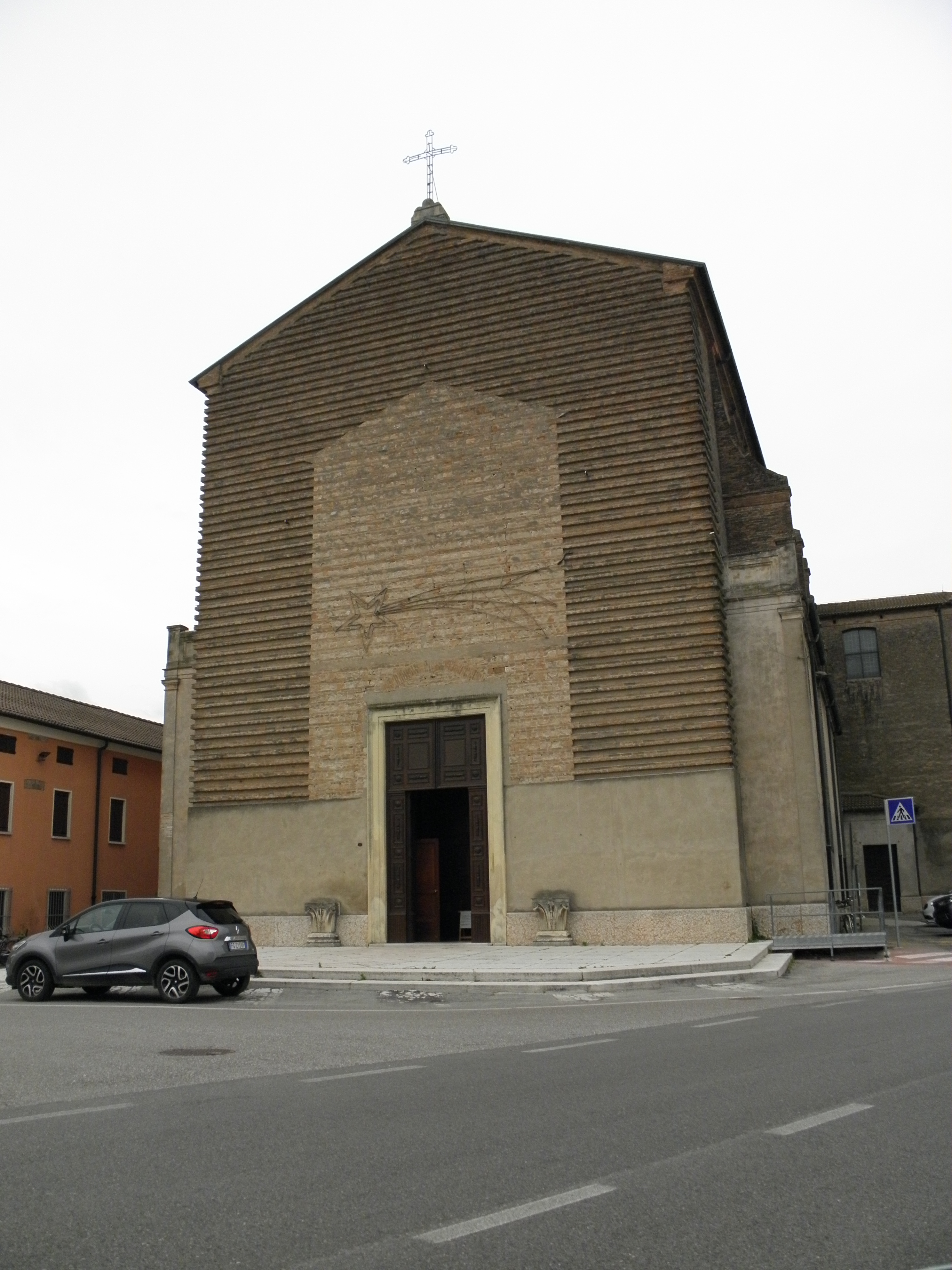
La facciata

La facciata a capanna, rivolta ad est, è rimasta incompiuta, probabilmente per mancanza di denaro, visti i sei progetti redatti agli inizi del XX secolo.
Si presenta interamente in mattoni a vista, senza rivestimenti o decorazioni, salvo l’effetto chiaro-scuro dovuto alle file orizzontali di mattoni, che richiamano l’intero prospetto a capanna.
Al centro della facciata vi è il portale d’ingresso, rettangolare, mentre sul vertice della stessa svetta una Croce metallica su basamento.

### Interno
La chiesa, con pianta a croce latina, presenta un’unica aula rettangolare su cui s’innesta il transetto con bracci laterali che si concludono con un’abside semicircolare.
La navata è coperta da una volta a padiglione con ampia specchiatura rettangolare, dove il veneziano Santi dipinse nel 1864 San Nicola di Bari in gloria e i quattro Evangelisti, mentre i bracci del transetto hanno delle volte a crociera.

Il pavimento dell’aula, dei bracci del transetto e del coro sono in quadrotte alternate di marmo rosso Verona e pietra bianco-rosata posti in corsi diagonali.

Ampie finestre a centina ribassata, sei nella navata e quattro nel transetto, introducono la luce naturale nella navata e nel transetto.
I prospetti delle pareti, intonacate e tinteggiate, presentano lesene di ordine composito, su basamento in marmo rosso Verona, che sostengono la trabeazione con fregio iscritto che percorre l’intero perimetro dell’edificio.
Lungo le pareti della navata vi sono sei semi-cappelle laterali, tre per lato. A destra troviamo gli altari di San Biagio, San Francesco d’Assisi e di San Giuseppe; sul lato opposto quelli di Sant'Antonio di Padova, San Giovanni Battista e dell’Immacolata.

Cinque dei sei altari sono stati acquistati nel 1877 e provengono dalla vecchia chiesa di Villafranca di Verona, visto che quelli della vecchia chiesa erano troppo piccoli. Risalgono tra il Seicento e il Settecento e tra questi spicca il secondo altare di destra, quello dedicato a San Francesco d’Assisi, particolarmente venerato in questa chiesa, con pala raffigurante San Francesco nell’atto di ricevere le stimmate, opera di anonimo pittore veneto del Cinquecento forse ad imitazione del Moretto da Brescia.

Da ricordare anche il primo altare di destra, dedicato a San Biagio, con la pala eseguita dal pittore Luciano Nezzo come voto per la liberazione di Castagnaro e della sua frazione Menà nel 1884 dalla difterite. In essa il Santo Vescovo di Sebaste supplica la Vergine Maria perché soccorra la popolazione colpita dall’epidemia, mentre in basso vi è una donna supplicante con un bambino malato e, a lato, la chiesa com’era a quel tempo.

L’altare di San Giuseppe, il terzo sul lato destro, è il più costoso degli altari giunti da Villafranca, dove era dedicato a San Carlo Borromeo. In esso è posta la pala di Gaetano Pasetti del 1879, raffigurante il Transito di San Giuseppe.
Il presbiterio, introdotto da una struttura a serliana, a base quadrangolare e collocato nella crociera del transetto, è rialzato di tre gradini e presenta una balaustra in marmi policrome lo delimita.

Risulta sovrastato da una cupola, con pennacchi in cui sono inseriti decori in gesso richiamanti l’Eucaristia (frumento e uva), decori che si ritrovano nei catini absidali del transetto.
 
Il pavimento è costituito da un disegno geometrico prodotto con marmi policromi, cioè il rosso Verona, il biancone e il nero.
Con l’adeguamento liturgico successivo al Concilio Vaticano II sono stati introdotti l’altare verso il popolo, la sede e l’ambone (a sinistra rispetto all’altare), tutti in legno intagliato.
L’abside, a base semicircolare all’interno e poligonale a cinque lati all’esterno, presenta nel catino l’immagine in bassorilievo dello Spirito Santo e sulla parete dietro all’altare maggiore una tela cinquecentesca attribuita a Domenico Brusasorzi raffigurante la Madonna col Bambino e i Santi Nicola e Giovanni Battista.
Sul lato sinistro dell’abside si trovano la sacrestia e la cappella feriale.

#### L'organo
Sulla cantoria in controfacciata è presento un organo costruito nel 1890 dalla ditta Pugina di Stanghella (PD); l’organo dispone di 31 registri reali (1800 canne) suddivisi su due manuali e pedaliera.
Nel 1919 l’organo presentava già vari problemi e nel 1919 fu chiamata la ditta di organari Quaglio di Villa d'Adige che lo restaurò e modificò il quadro fonico sostituendo qualche registro per adattare lo strumento alla moda dell’epoca.
L’organo è collocato all’interno di una cassa armonica in legno con decori ripresi dalla balaustrata della cantoria.

Le tre aperture ad arco delle canne di facciata possiedono delle tende di quaresima costituite da tre tele dipinte da Luigi Nezzo che rappresentano Santa Cecilia nell’atto di suonare un organo e due angeli che l’assistono e l’ascoltano.

## Campanile e campane

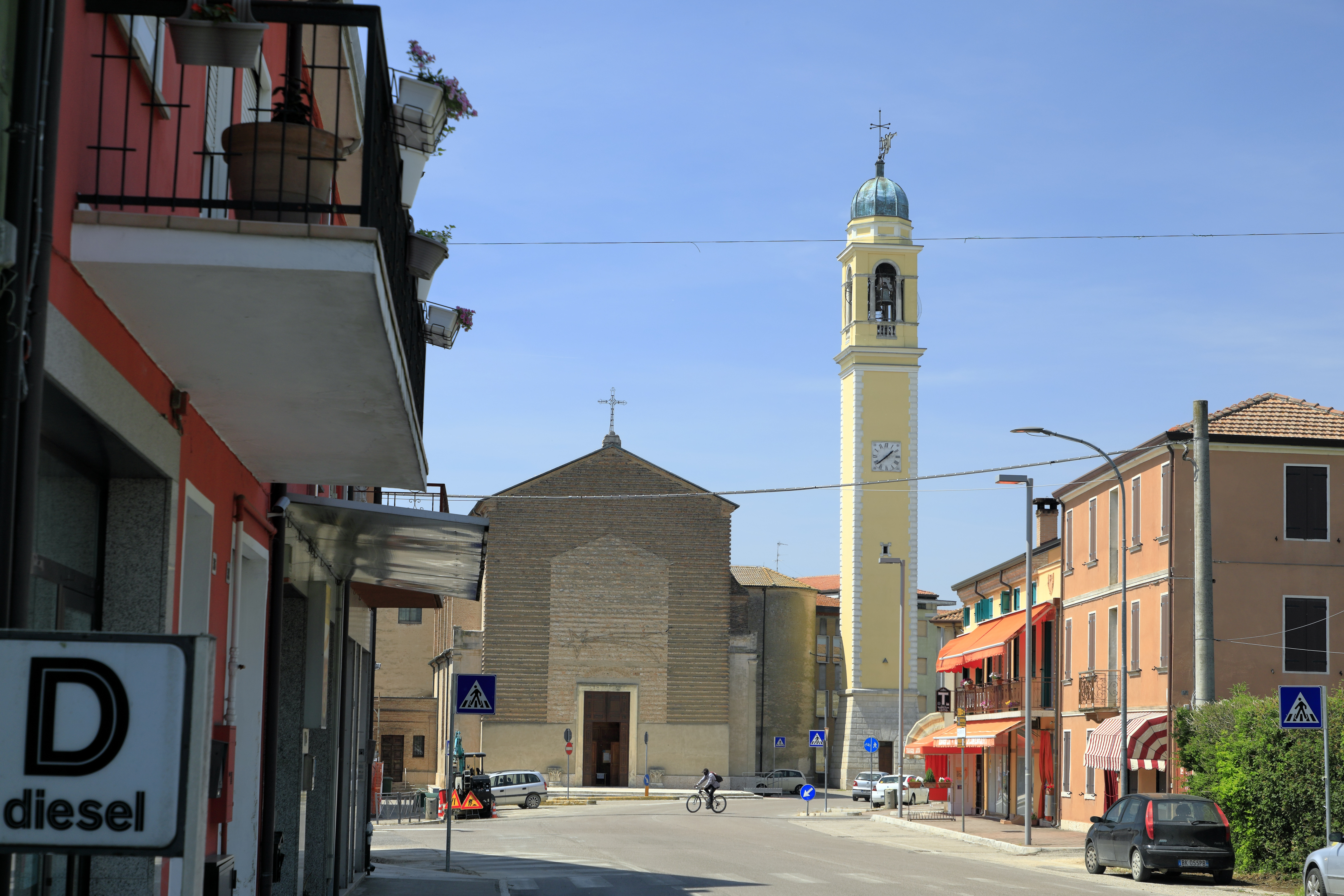
Il campanile sul lato destro rispetto alla chiesa e staccato da essa.

Costruita nel XIX secolo la nuova chiesa, si pensò al campanile, visto che quello esistente era ormai vecchio e pericoloso. Per questo si decise di demolirlo nel 1853 e furono elaborati vari progetti per una nuova torre.

L’anno successivo furono gettate le fondamenta e si costruì il basamento fino all’altezza di tre metri. I lavori terminarono nel 1858.
Nel 1977 fu restaurata la copertura ma un importante e più definitivo  intervento di restauro dell’intero campanile è stato fatto tra giugno 2015 e aprile 2016.
Il campanile, posizionato a nord rispetto alla chiesa, presenta una base quadrangolare e un fusto slanciato, a suo tempo con pietrame misto a vista, oggi coperto dalla tinteggiatura compiuta nell’ultimo intervento.
La cella campanaria presenta un’apertura a serliana per lato, mentre un cupolino in rame, poggiato su un tamburo ottagonale che funge da copertura, su cui svetta una Croce metallica con segnavento a forma di angelo con tromba.
Il concerto campanario presente oggi sulla torre è composto da 6 campane in MIb3, montate a sistema veronese e suonabili sia manualmente sia elettricamente.

Questi sono i dati del concerto:
1 – MIb3 – diametro 1220 mm - peso 1090 kg - fusa nel 1923 da Cavadini di Verona.
2 – FA3 – diametro 1090 mm - peso 725 kg - fusa nel 1928 da Cavadini di Verona.
3 – SOL3 – diametro 956 mm – peso 461 kg - fusa nel 1871 da Colbachini di Bassano del Grappa (VI).
4 – LAb3 – diametro 895 mm – peso 400 kg - fusa nel 1950 da De Poli di Udine.
5 – SIb3 – diametro 798 mm – peso 292 kg – fusa nel 1916 da Cavadini di Verona.
6 – DO4 – diametro 730 mm – peso 220 kg – fusa nel 1957 da Cavadini di Verona.